# Carl Magnus Dahlström
Carl Magnus Dahlström, född 25 november 1805 i Lovisa, död 23 februari 1875 i Åbo, var en handelsman, industriidkare och kommerseråd. Han var son till trädgårdsmästaren Abraham Dahlström och Anna Sofia Tollet. Carl Magnus gifte sig år 1844 med Sofia Karolina Kingelin och fick sönerna Ernst och Magnus Dahlström, som senare blev kända som stordonatorer i Åbo. 
Carl Magnus Dahlström inledde sin bana som handelsman inom detaljhandeln och blev efter Krimkriget en av Åbos främsta skeppsredare och delägare i flera ångfartygsbolag. Från och med 1850-talet överförde han en del av sina tillgångar och sin energi till industriell verksamhet, till en början sockerframställning. Dahlström insåg tidigt vilka möjligheter den avreglerade sågverksamheten och pappersindustrin erbjöd. Han investerade framgångsrikt i den expanderande skogsindustrin. 
Vid sin död efterlämnade Dahlström en stor förmögenhet, omkring 1,5 miljoner finska mark. Sönerna fortsatte affärsverksamheten och gjorde sig med tiden kända som stordonatorer genom att donera betydande summor för konstnärliga och allmännyttiga ändamål. Bland annat uppförde de Åbo konstmuseum och hade en betydande roll i grundandet av Åbo Akademi. 